# (26308) 1998 SM165
(26308) 1998 SM165 – planetoida z Pasa Kuipera, krążąca wokół Słońca w rezonansie orbitalnym 1:2 z Neptunem (twotino).

## Odkrycie
Planetoida ta została odkryta 16 września 1998 przez studentkę biologii Nichole Danzl współpracującą z programem Spacewatch.
Nie ma ona jeszcze nazwy własnej, ale oznaczenie prowizoryczne i ma nadany stały numer.

## Orbita
Orbita (26308) 1998 SM165 nachylona jest do płaszczyzny ekliptyki pod kątem 13,5°. Na jeden obieg wokół Słońca ciało to potrzebuje ok. 330 lat, krążąc w średniej odległości 47,7 j.a. od Słońca. Mimośród orbity tej planetoidy to ok. 0,37.
Zaliczana jest do obiektów typu twotino, pozostając w rezonansie orbitalnym 1:2 z Neptunem.

## Właściwości fizyczne
(26308) 1998 SM165 jest obiektem o rozmiarach ok. 268 km. Jego jasność absolutna to ok. 5,7m. Okres obrotu tej planetoidy wokół własnej osi wynosi ok. 8 godzin. Albedo tego ciała wynosi ok. 0,06.

## Satelita planetoidy
S/2001 (26308) 1 został odkryty 22 grudnia 2001 roku na zdjęciach wykonanych przez Kosmiczny Teleskop Hubble’a. Ten – jak na razie prowizorycznie oznaczony obiekt – ma wielkość szacowaną na ok. 81 ± 14 km, krąży w odległości ok. 11 380 km od składnika głównego w czasie ok. 130,16 dnia.